# Аяма (озеро, Якутия)
Аяма — пресноводное озеро на востоке Томпонского района Якутии, на севере Яно-Оймяконского нагорья, в долине реки Аяма, в составе ресурсного резерва «Хоту». Является одним из крупнейших озёр района.

## Общие сведения
Площадь озера составляет 12,5 км². Площадь водосбора — 731 км2. Высота над уровнем моря — 849 м. Общая протяжённость озера составляет 10,4 км, ширина колеблется от 320 м в самой узкой части до 1,8 км на юге.  

## Описание
Имеет вытянутую форму с изрезанной береговой линией. Несколько островов в средней и северной части. Через озеро протекает река Аяма (приток реки Эльги), которая впадает на севере и вытекает на юге. Кроме того, в Аяму впадает реки Он-Юрях и Щука, ручьи Тиин, Вечерний и другие. Берега холмистые, поросшие лесом; у впадения и истока реки Аяма — заболоченные луга. На северо-западе возвышается гора Урэгэн (1385 м). 